# Relación reservas/producción
La relación reservas/producción (RPR o R/P) es la cantidad restante de un recurso no renovable, expresada en tiempo. Si bien se aplica a todos los recursos naturales, el RPR se aplica más comúnmente a los combustibles fósiles, en particular al petróleo y al gas natural. La porción de reserva (numerador) del índice es la cantidad de un recurso que se sabe que existe en un área y que es económicamente recuperable (reservas probadas). La porción de producción (denominador) de la relación es la cantidad de recurso producido en un año a la tasa actual.
RPR = (cantidad de recurso conocido) / (cantidad utilizada por año)
Esta relación es utilizada por empresas y agencias gubernamentales para pronosticar la disponibilidad futura de un recurso para determinar la vida del proyecto, los ingresos futuros, el empleo, etc., y para determinar si se deben realizar más exploraciones para asegurar el suministro continuo del recurso. La producción anual de un recurso generalmente se puede calcular con un número bastante preciso. Sin embargo, las cantidades de reserva solo pueden estimarse con diversos grados de precisión, dependiendo de la disponibilidad de información y de los métodos utilizados para evaluarlas.
Una interpretación simplista de la relación ha llevado a muchas predicciones falsas de un inminente "quedarse sin petróleo" desde los primeros años de la industria petrolera en el siglo XIX. Esto ha sido especialmente cierto en los Estados Unidos, donde la relación entre reservas probadas y producción ha estado entre 8 y 17 años desde 1920. Muchos han interpretado erróneamente el resultado como el número de años antes de que se agote el suministro de petróleo. Dichos análisis no tienen en cuenta el crecimiento futuro de las reservas.

## Significado e interpretación

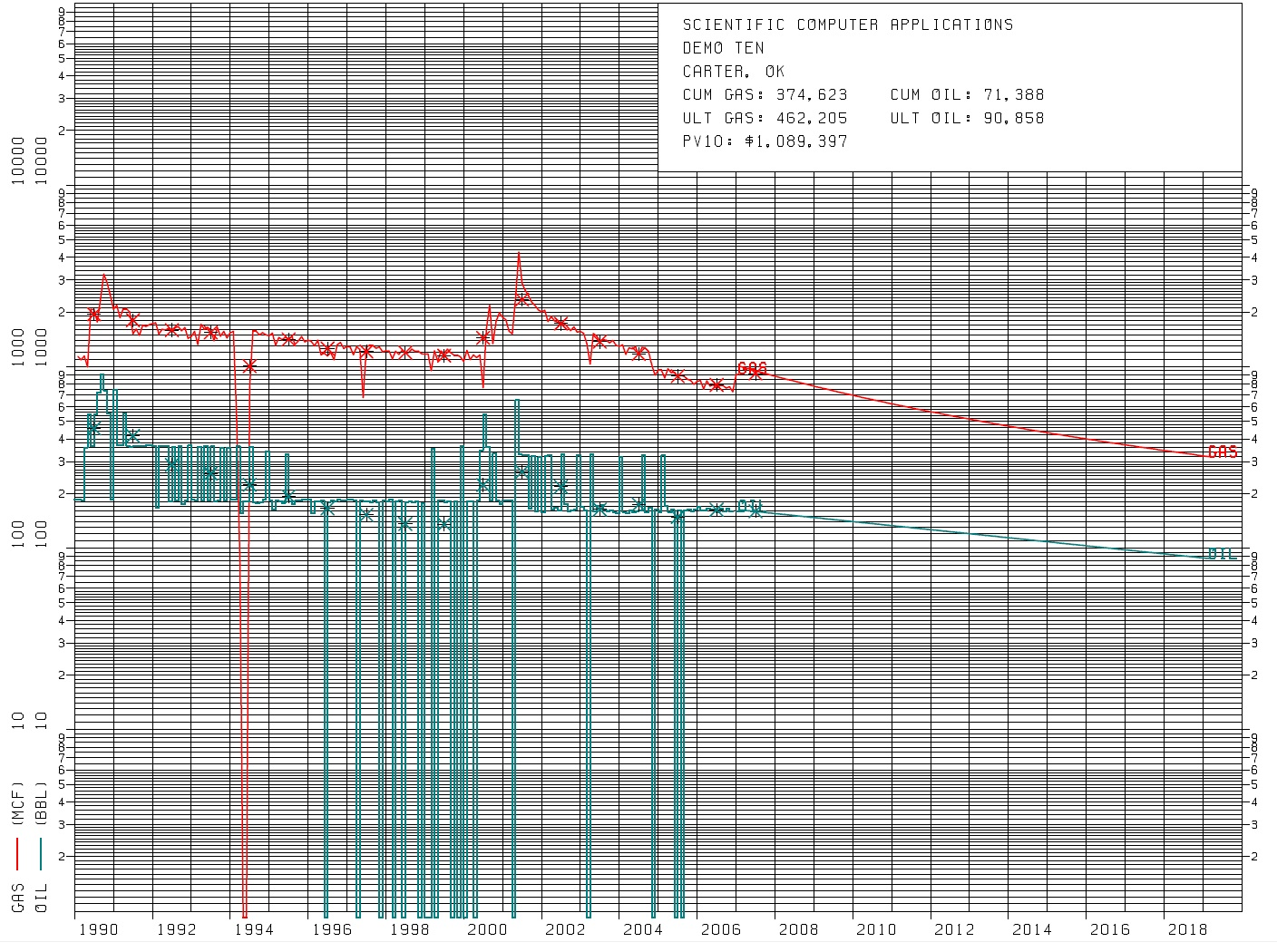
Curva de declive generada por el software de análisis de la curva de declive, utilizada para proyectar la producción futura de petróleo y gas: la línea roja es la curva de declive del gas; inferior La línea azul es la curva de declive del petróleo.

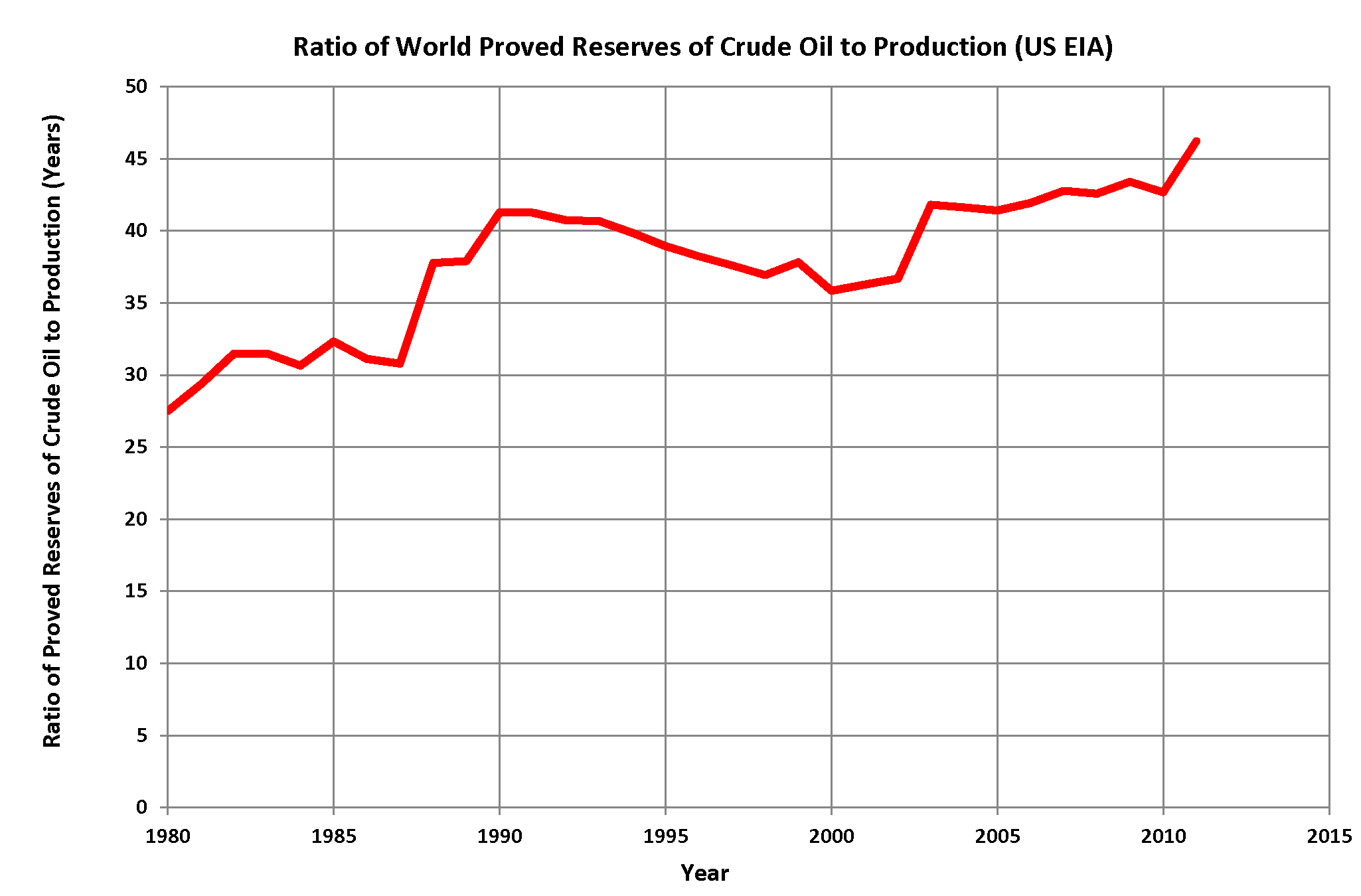
Relación entre las reservas probadas de petróleo y la producción, 1980-2011 (EIA de EE. UU.)

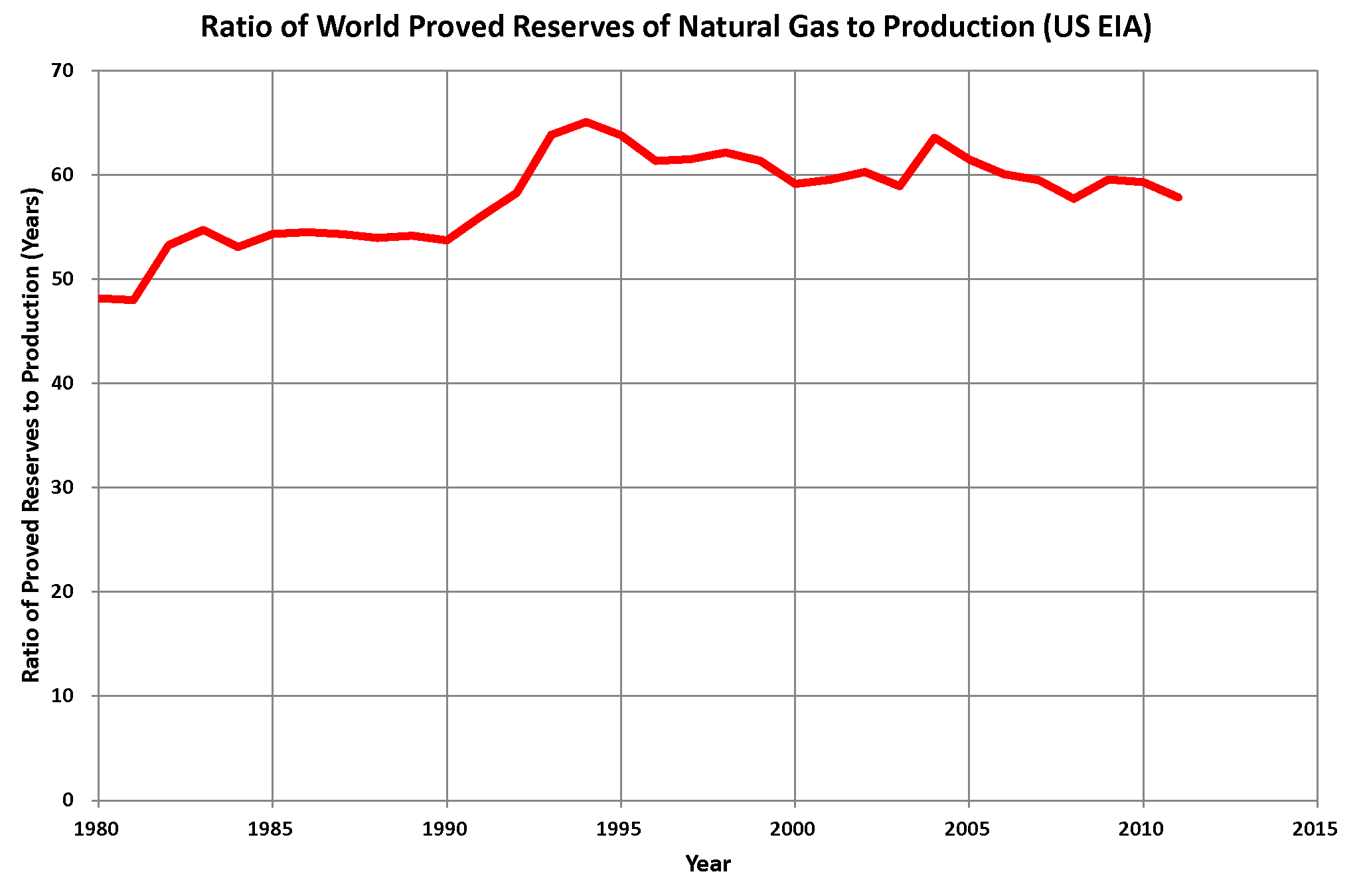
Relación entre las reservas probadas mundiales de gas y la producción, 1980-2011

La relación reservas/producción es el más citado de los indicadores clave utilizados en la industria del petróleo y el gas. Tiene un cierto significado estratégico para las empresas, que intentan mantener el valor razonablemente constante en aproximadamente 10 años. Una proporción demasiado baja indica una empresa con mala salud. Para un país o región, un valor demasiado bajo puede ser una advertencia de una escasez inminente. A nivel mundial, el RPR para el petróleo varía de 8 años en el Mar del Norte a 80 años en el Medio Oriente. El primero es típico de una región que experimenta una fuerte caída de la producción, el segundo una región que continuará produciendo petróleo en el futuro.
La relación entre reservas y producción puede inducir a error a la persona promedio, sobre todo porque se expresa en años. El hecho de que una región tenga un RPR de 40 años no significa que continuará produciendo el recurso durante 40 años, momento en el que se agotará repentinamente y luego la producción disminuirá a cero. Más comúnmente, un recurso mostrará un aumento en la producción hasta que alcance un pico, y luego la producción se estabilizará y entrará en una fase de declive. En términos teóricos, esto se describe con mayor precisión mediante la curva de Hubbert, una curva en forma de campana que es la derivada matemática de la función logística.
La magnitud del RPR está inversamente relacionada con la tasa anual de producción, que puede depender de características geológicas. Por ejemplo, una reserva de petróleo muy fracturada con propulsión por agua puede tener un RPR tan bajo como 6 años. Por el contrario, una reserva de petróleo de baja permeabilidad puede tener un RPR tan alto como 50 o 100 años. Las políticas gubernamentales pueden ralentizar deliberadamente la producción, aumentando así el RPR en aras de prolongar la vida útil de la reserva, mientras que una empresa puede inyectar agua y/o gases en un depósito para aumentar la producción, disminuyendo así el RPR: el aumento de la producción se produce a expensas de una disminución reserva la vida. El RPR depende significativamente de la etapa de desarrollo de los recursos. Por lo general, hay un RPR inicial alto durante las primeras fases de desarrollo, luego el RPR disminuye drásticamente hacia el nivel máximo de producción. Después de la disminución de la producción, la magnitud de la relación P/R puede continuar disminuyendo, permanecer estable durante un período de tiempo o aumentar, especialmente cuando se produce una caída de la producción.
Los nuevos descubrimientos, los cambios en la tecnología o los cambios en las condiciones económicas pueden alterar significativamente la proporción en un corto período de tiempo, mientras que la mala evaluación por parte de las partes involucradas puede producir resultados inexactos y/o engañosos. El optimismo o el pesimismo pueden influir en las estimaciones de reservas. Además, las reservas son recursos que son económicamente recuperables en las condiciones existentes. Las reservas pueden cambiar como resultado de un cambio político o por manipulación. El consumo de muchos recursos no es constante, pero normalmente aumenta a medida que la población crece y se vuelve más próspera. Los valores no constantes tanto para el numerador como para el denominador de la relación implican que puede sobrestimar o subestimar la vida restante del recurso.

## Relaciones de producción y reserva de combustibles fósiles

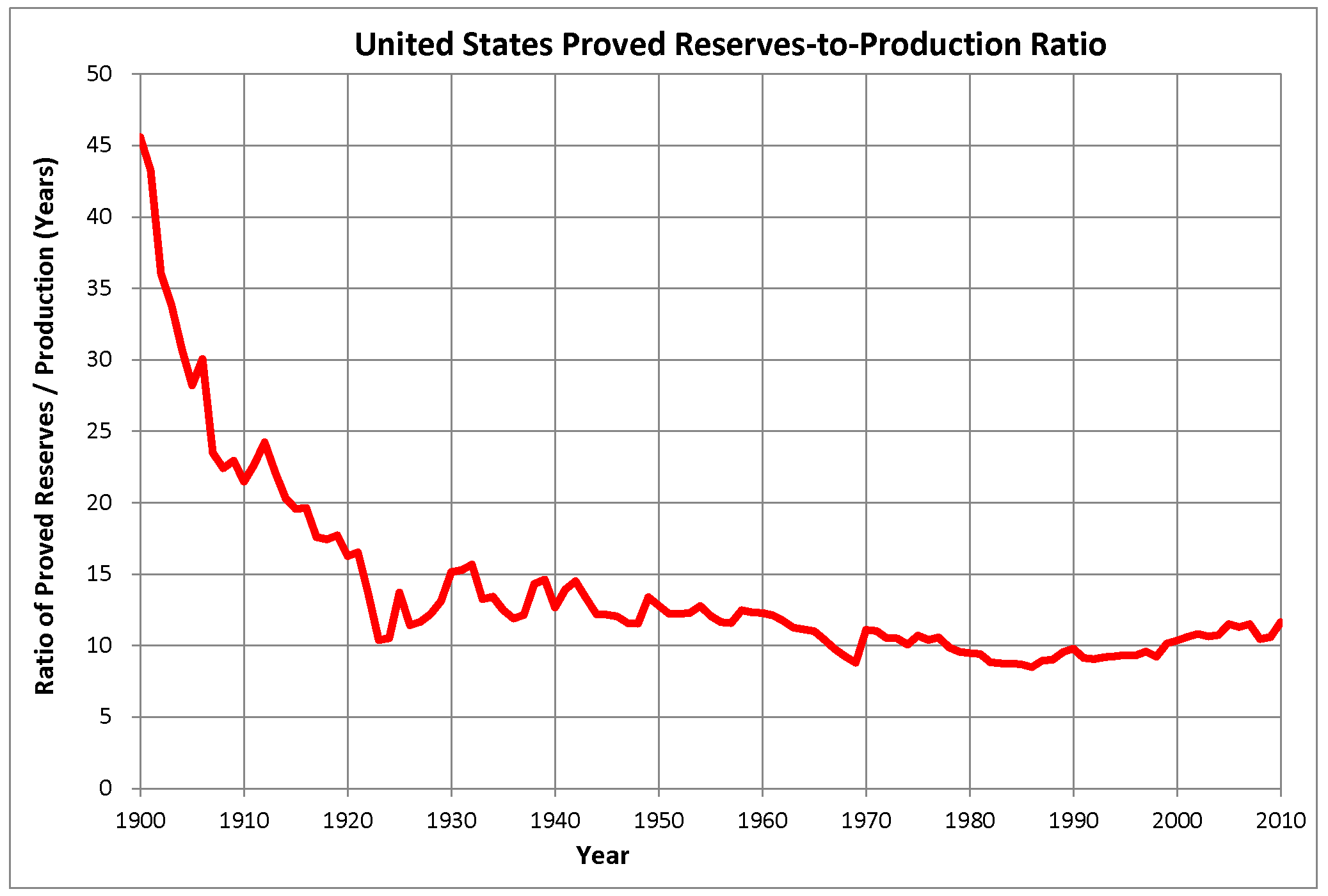
Relación entre las reservas probadas de petróleo de los Estados Unidos y la producción anual

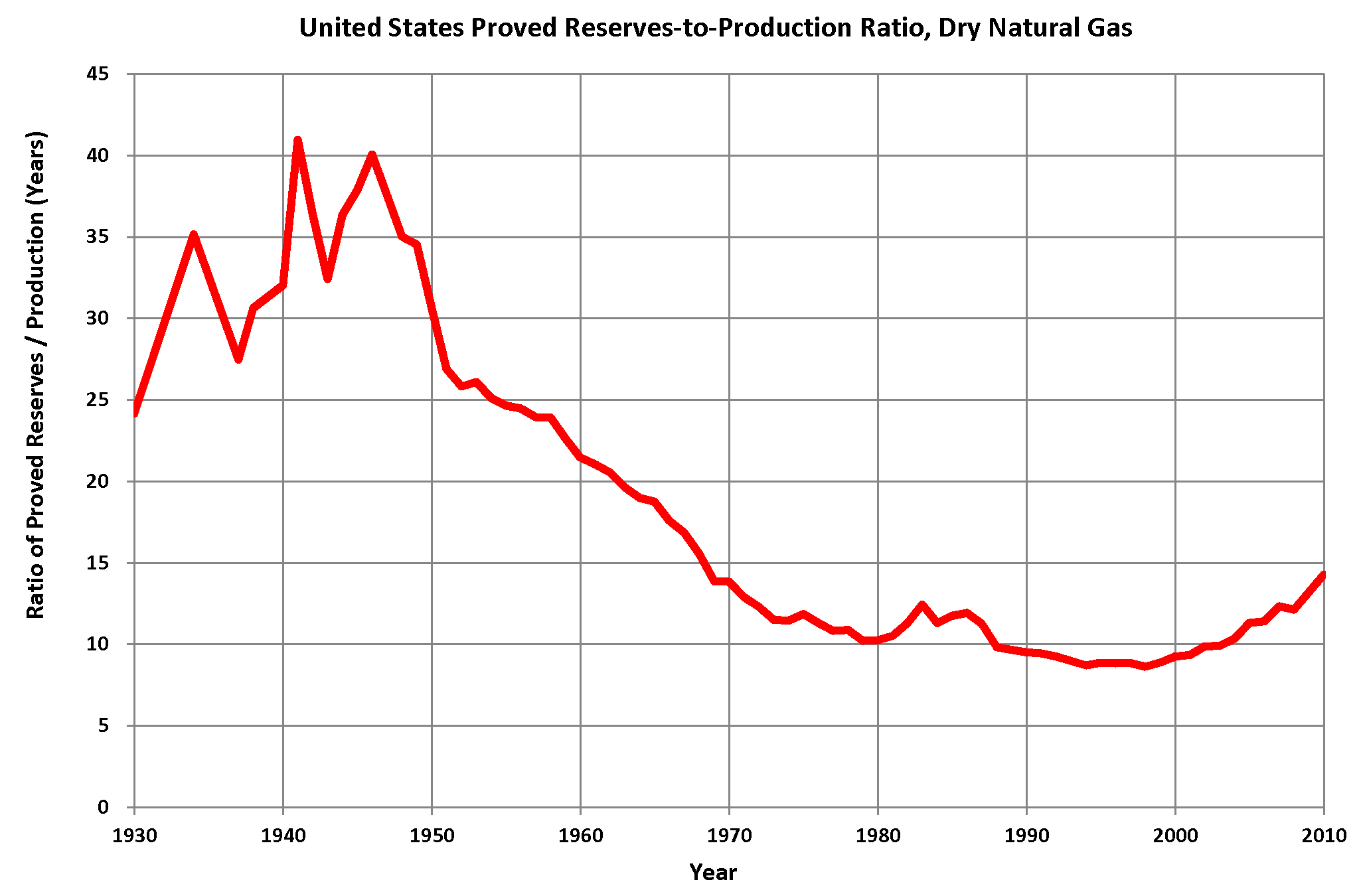
Relación entre reservas probadas y producción de gas natural seco en los Estados Unidos (datos de la Administración de Información Energética de EE. UU.).

Las proporciones de reserva a producción se pueden calcular para países individuales o globalmente para recursos específicos. El petróleo, el carbón y el gas son los tres combustibles más importantes para impulsar el mundo moderno. Estos recursos no se distribuyen uniformemente por la tierra, por lo que algunos países tienen reservas más grandes que otros. Debido a la incertidumbre de los números de reservas, las estimaciones de RPR varían ampliamente. La siguiente tabla es de los datos del año 2015 de la revisión estadística de BP.
| Combustible | Unidad de medida               | Reservas | Producción anual | RPR (años) |
| ----------- | ------------------------------ | -------- | ---------------- | ---------- |
| Petróleo    | miles de millones de toneladas | 240      | 5                | 51         |
| Carbón      | miles de millones de toneladas | 890      | 8                | 114        |
| Gas natural | billones de metros cúbicos     | 190      | 4                | 53         |